# Stolpen, Sachsen
Stolpen är en stad i Landkreis Sächsische Schweiz-Osterzgebirge i förbundslandet Sachsen i Tyskland. Staden har cirka 5 500 invånare.